# Eptatretus mccoskeri
Eptatretus mccoskeri is een soort uit de familie der slijmprikken (Myxinidae).